# Ölands kungsäpple

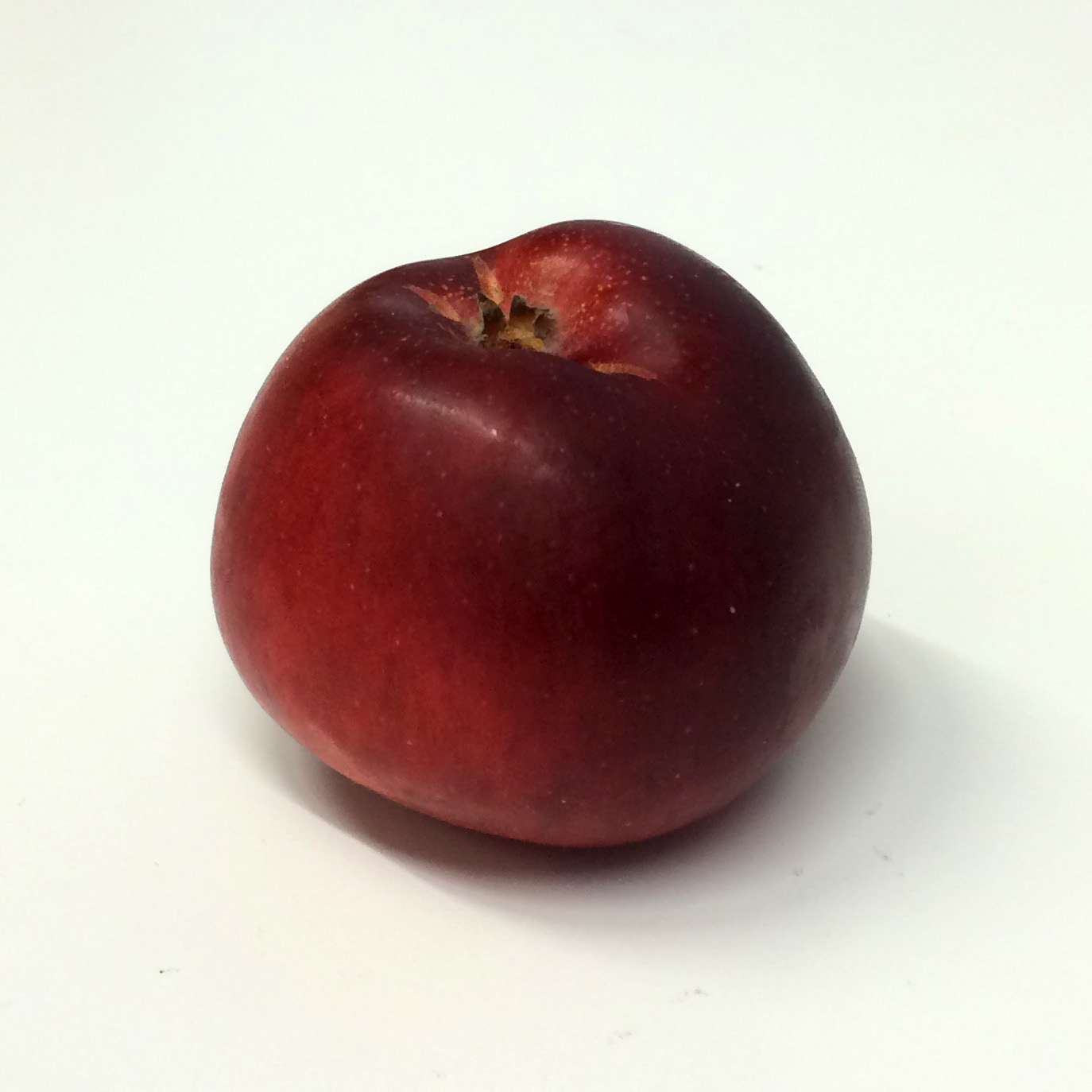
Ett äpple av sorten Ölands kungsäpple, fotograferat i samband med Nordiska museets äppelfestival i september 2014.

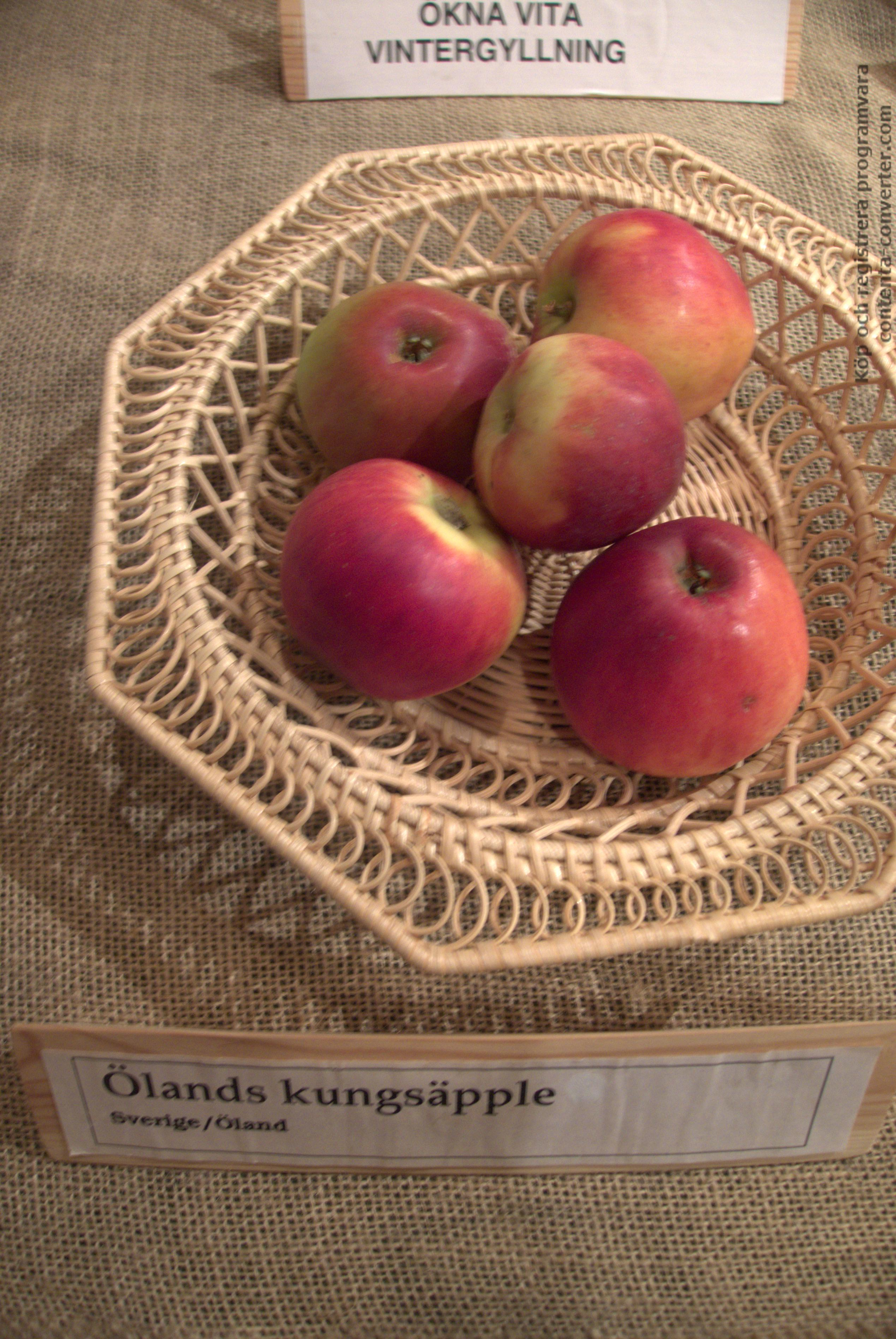
Ölands kungsäpple

Ölands kungsäpple (litografi av målning av Henriette Sjöberg (1842–1915)).

Ölands kungsäpple, även kallat Karl Johans äpple, är en äppelsort med oklart ursprung som odlats i Sverige sedan tidigt 1800-tal. Sorten är landskapsäpple för Öland.

## Bakgrund
Ölands kungsäpple beskrevs först av pomologen Olof Eneroth på 1860-talet. Eneroth kunde inte belägga ursprunget, men äpplet var allmänt förekommande på Öland samt på Gotland och längst kusten upp till Mälardalen. Namnet Karl Johans äpple anspelar på kung Karl XIV Johan.

## Frukten
Äpplets skal är fett och har en mörkröd täckfärg, som döljer dess gula grundfärg. Köttet är vitt, och har en frisk, lätt syrlig smak.
Blomningen är tidig till medeltidig, och äpplet pollineras av andra äppelträd med samtidig blomning. Ölands kungsäpple skördas i oktober. Det passar både som ätäpple och för tillagning, kan användas direkt från skörd och håller till nyår.
I Sverige odlas Ölands kungsäpple gynnsammast i zon I–III.